# Devaranarasipura, Bhadravati
Devaranarasipura là một làng thuộc tehsil Bhadravati, huyện Shimoga, bang Karnataka, Ấn Độ.